# Asthenes flammulata
Asthenes flammulata е вид птица от семейство Furnariidae.

## Разпространение
Видът е разпространен в Колумбия, Еквадор и Перу.